# Vega Central

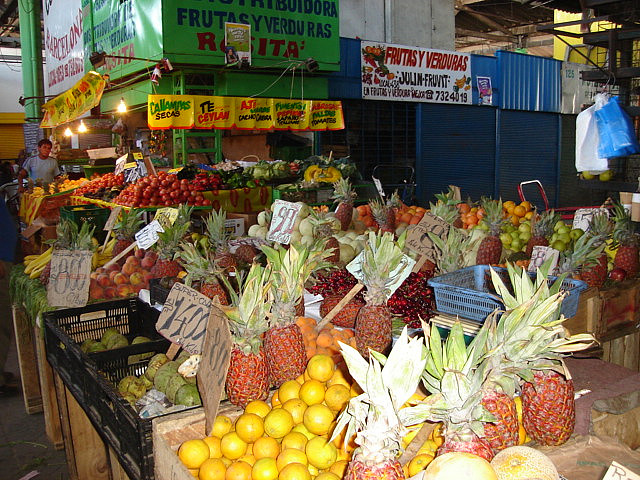
Puesto de frutas en la Vega Central.

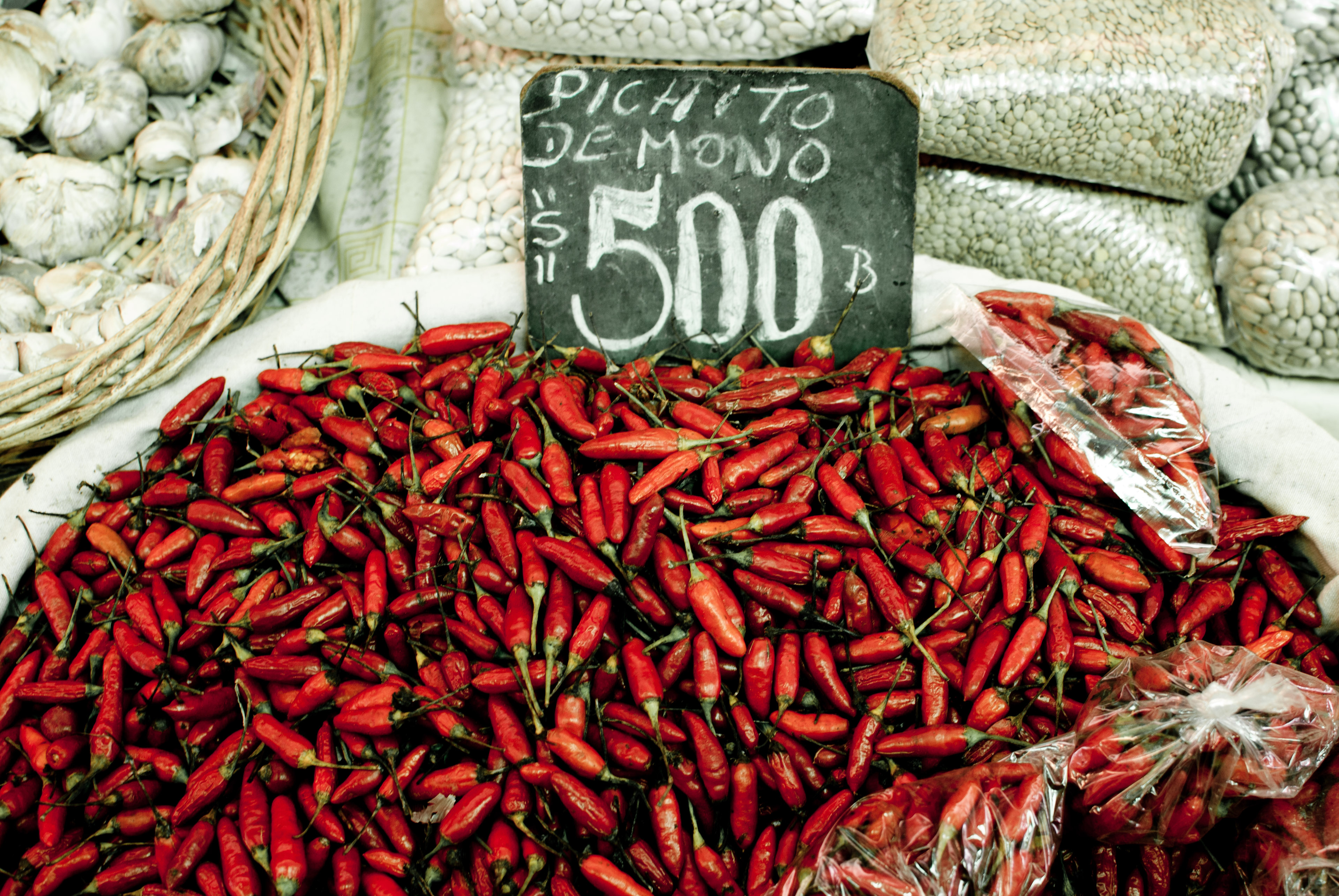
Ajíes en la Vega Central.

La Vega Central, también llamada La Vega, es un mercado ubicado en el extremo sur de la comuna de Recoleta, Santiago, casi llegando a la ribera norte del río Mapocho. En sus recintos se comercializan principalmente frutas y verduras, provenientes de los sectores agrícolas de la Zona Central de Chile. Concentra alrededor del 4% de las transacciones de productos hortofrutícolas en Santiago.

## Historia
Desde la época colonial que en el sector de La Chimba se reunían campesinos a ofrecer sus productos. En el siglo XVIII, con la construcción del Puente de Calicanto, una gran cantidad de vendedores y feriantes comenzaron a establecerse en sus alrededores.
Ya en el siglo XIX, cuando el sector era conocido como «La Vega del Mapocho», se delimitó y ordenó el terreno usado para el consumo de productos, aprovechando la canalización del río Mapocho. También se construyeron nuevos galpones para la descarga y venta de productos agrícolas.
Gracias a la iniciativa de Agustín Gómez García, en el año 1895 comenzó la construcción de la Vega Central, con la instalación de bodegas de material sólido que fueron inauguradas en 1916, llegando a un espacio de 6.000 m².